# Козлы (элемент городского благоустройства)

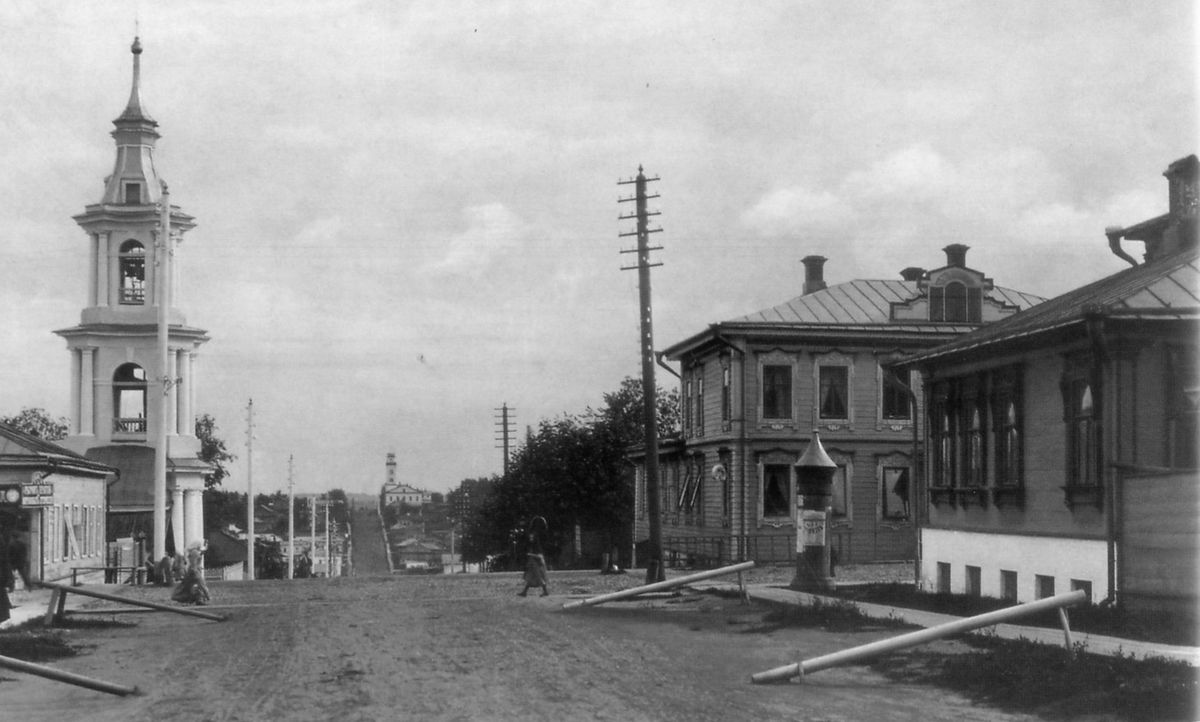
Дорожные козлы на улице старой Вятки, пересечение улиц Царёвской и Московской

Ко́злы — приспособление для регулирования дорожного движения на городских дорогах без твёрдого покрытия. Оно представляет собой как разновидность дорожного заграждения, так и разновидность искусственной неровности. 
Дорожное сооружение представляло собой наклонённый деревянный брус (бревно) длиной 1,5—2 метра, расположенный поперёк проезжей части городской улицы. Один конец козел вблизи домов и тротуаров находился на опоре над поверхностью земли на высоте 0,4—0,5 метра, другой располагался непосредственно на проезжей части. Козлы предназначались для защиты поверхности грунтовых дорог от разрушения под колёсами повозок, конных экипажей, телег и других транспортных средств, разрушавших верхний слой дорожного покрытия, зачастую бывший единственным дорожным слоем. С появлением первых автомобилей грунтовые дороги в городах стали разрушаться ещё быстрее.
Жидкая грязь с проезжей части в период распутицы при отсутствии дренажных канав нередко заливала прилегающие тротуары, цокольные полуподвальные этажи и участки дворов соседних домов. С этой целью домовладельцы, чтобы уберечь свою территорию от грязи, делали самодельные козлы и устанавливали их напротив своих домов, создавая тем самым препятствие для проезда транспорта на этом участке городской дороги. В этом отличие дорожных козел от современных дорожных заграждений и искусственных неровностей, которые устанавливаются по согласованию с муниципальными властями. В то же время козлы не препятствовали движению пешеходов, поскольку не перегораживали тротуары.
С появлением на городских дорогах твёрдого покрытия и обустройства вдоль них сточных канав, с внедрением ливневой канализации необходимость в козлах отпала. Несанкционированные искусственные препятствия затрудняли езду по неосвещённым улицам в ночное время. С развитием городского транспорта и организацией дорожного движения козлы, нередко устанавливаемые по обеим сторонам улицы и непомерно сужавшие проезд по дороге, всё больше препятствовали свободному движению экипажей, вынуждая кучеров конных упряжек маневрировать между козлами так, чтобы не зацепить колесом повозки за искусственную преграду, пока они окончательно не вышли из употребления в начале XX столетия.